# كورتيس هاردينغ
كورتيس هاردينغ (بالإنجليزية: Curtis Harding)‏ هو مغن مؤلف أمريكي، ولد في 11 يونيو 1979 في ساغيناو في الولايات المتحدة.

## وصلات خارجية
- الموقع الرسمي
- كورتيس هاردينغ على موقع IMDb (الإنجليزية)
- كورتيس هاردينغ على موقع ميوزك برينز (الإنجليزية)
- كورتيس هاردينغ على موقع أول ميوزيك (الإنجليزية)
- كورتيس هاردينغ على موقع ديسكوغز (الإنجليزية)